# Fairjets
Fairjets (Eigenschreibung FairJets) war ein Luftfahrtunternehmen mit Sitz in Paderborn, das Privat- und Geschäftsflüge anbot. Neben rund 25 freien Piloten waren in der Zentrale am Flughafen Paderborn/Lippstadt 11 feste Mitarbeiter beschäftigt.

## Dienstleistung
Das Paderborner Unternehmen bot Flüge mit Privatjets an und beriet beim Kauf. Darüber hinaus war das Unternehmen auch im Bereich des Privatjet-Managements tätig und übernahm für andere Unternehmen auch operative, personelle und administrative Aufgaben. Dabei ging es um Flugbetrieb, Wartungsplanung, Personalmanagement und Qualitätssicherung des Privatjets.

## Geschichte und Struktur

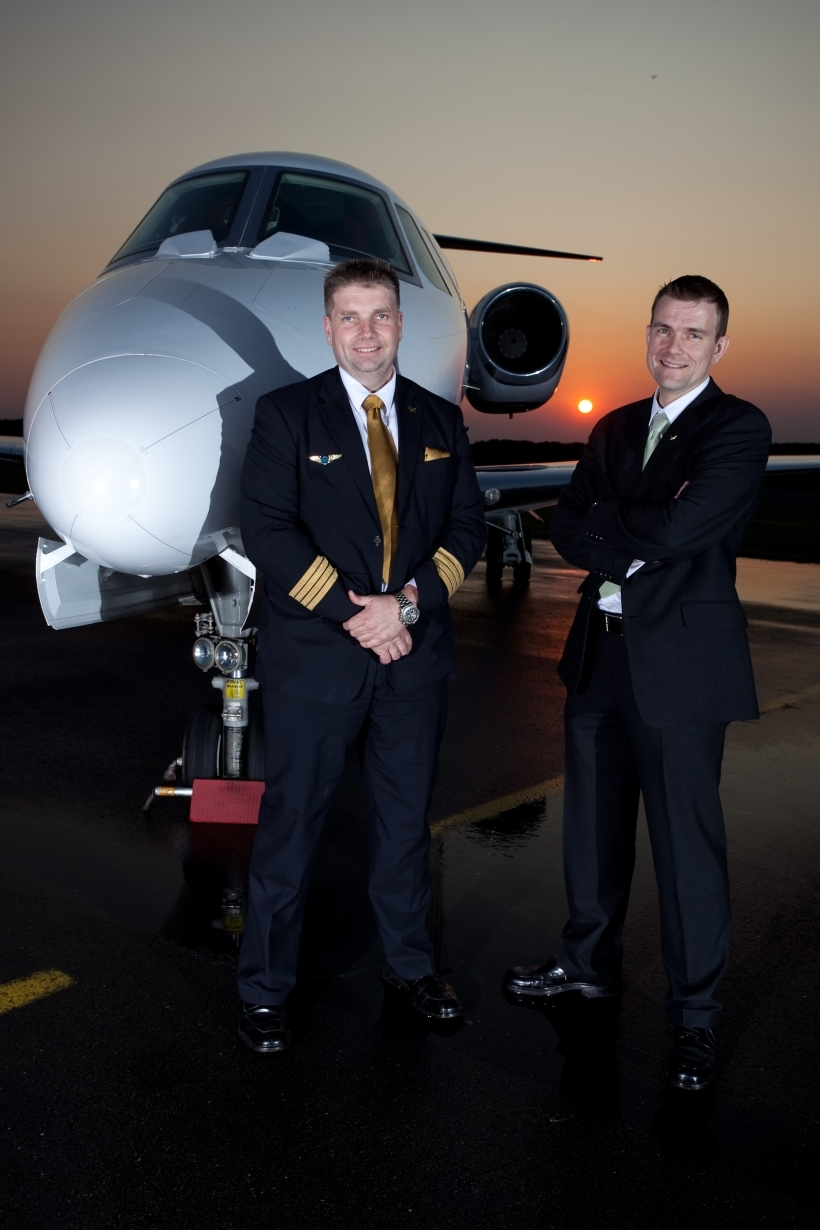
Geschäftsführung FairJets

Das Unternehmen wurde 2006 gegründet. Die seit 1999 am Paderborner Flughafen etablierte Firma DIX Aviation wurde Ende 2008 übernommen. Nach dem Kauf wurde das Unternehmen in Fairjets umbenannt. Die Rechtsform war eine Gesellschaft mit beschränkter Haftung; sie war im Handelsregister des Amtsgerichtes Arnsberg eingetragen. Als geschäftsführende Gesellschafter zeichneten Dirk Bruse und Joachim Krüger verantwortlich.
Im Oktober 2011 fusionierte die Fairjets GmbH mit dem ebenfalls 2008 gegründeten luxemburgischen Unternehmen Luxaviation, wodurch sich die Flottenstärke der letztgenannten auf 17 Flugzeuge erhöhte. Seitdem werden die Dienstleistungen unter dem Namen Luxaviation angeboten.

## Flotte
Mit Stand August 2013 bestand die Flotte der FairJets Luftverkehrs AG aus 17 Flugzeugen:
- 2 Beechcraft Premier I (D-IWWW, D-IIMH)
- 3 Bombardier Challenger 300 (LX-PMA, D-BFJE, D-BAVB)
- 1 Bombardier Challenger 604 (LX-MDA)
- 2 Cessna Citation VII (D-CWII, D-CVII)
- 1 Cessna Citation CJ1 (D-IFDH)
- 1 Cessna Citation CJ1+ (D-IAIB)
- 2 Cessna Citation CJ3 (D-CJAK, D-CFXJ)
- 1 Cessna Citation Excel (D-CADY)
- 3 Cessna Citation XLS (LX-INS, LX-NAT, D-CAJK)
- 1 Cessna Citation Sovereign (D-COST)

## Vereinszugehörigkeit
Fairjets war Mitglied im Quax Förderverein für historische Flugzeuge e. V. am Flughafen Paderborn/Lippstadt.